# Zoológico Miguel Álvarez del Toro
Zoológico Miguel Álvarez del Toro, afgekort ZOOMAT, is een dierentuin in Tuxtla Gutiérrez in de zuidelijke Mexicaanse staat Chiapas. De dierentuin richt zich op inheemse fauna. 
De dierentuin werd in 1942 geopend als Zoológico de Tuxtla Gutiérrez. Later werd het hernoemd en kreeg het de naam van directeur Miguel Álvarez del Toro. 
Er is een ruime collectie zoogdieren, waaronder apen zoals de zwarthandslingeraap, roofdieren zoals de jaguar, de rode lynx en de coyote, herten, pekari's, de Midden-Amerikaanse tapir en de noordelijke tamandoea. Daarnaast worden diverse vogels gehouden, waaronder hoendervogels zoals hokko's, papegaaien, toekans, de quetzal en roofvogels zoals de harpij-arend. Verder zijn verschillende soorten krokodillen te zien in de dierentuin. Zoológico Miguel Álvarez del Toro omvat tevens enkele gebouwen, zoals het Herpetario voor reptielen en amfibieën, het Vivario voor ongewervelden en het Casa Nocturna, een nachtdierenhuis.